# ارکیده مارمولکی آدریاتیک
ارکیده مارمولکی آدریاتیک (نام علمی: Himantoglossum adriaticum) نام یک گونه از سرده زبان‌دراز است.